# Pseudomiza flavitincta
Pseudomiza flavitincta là một loài bướm đêm trong họ Geometridae.

## Hình ảnh

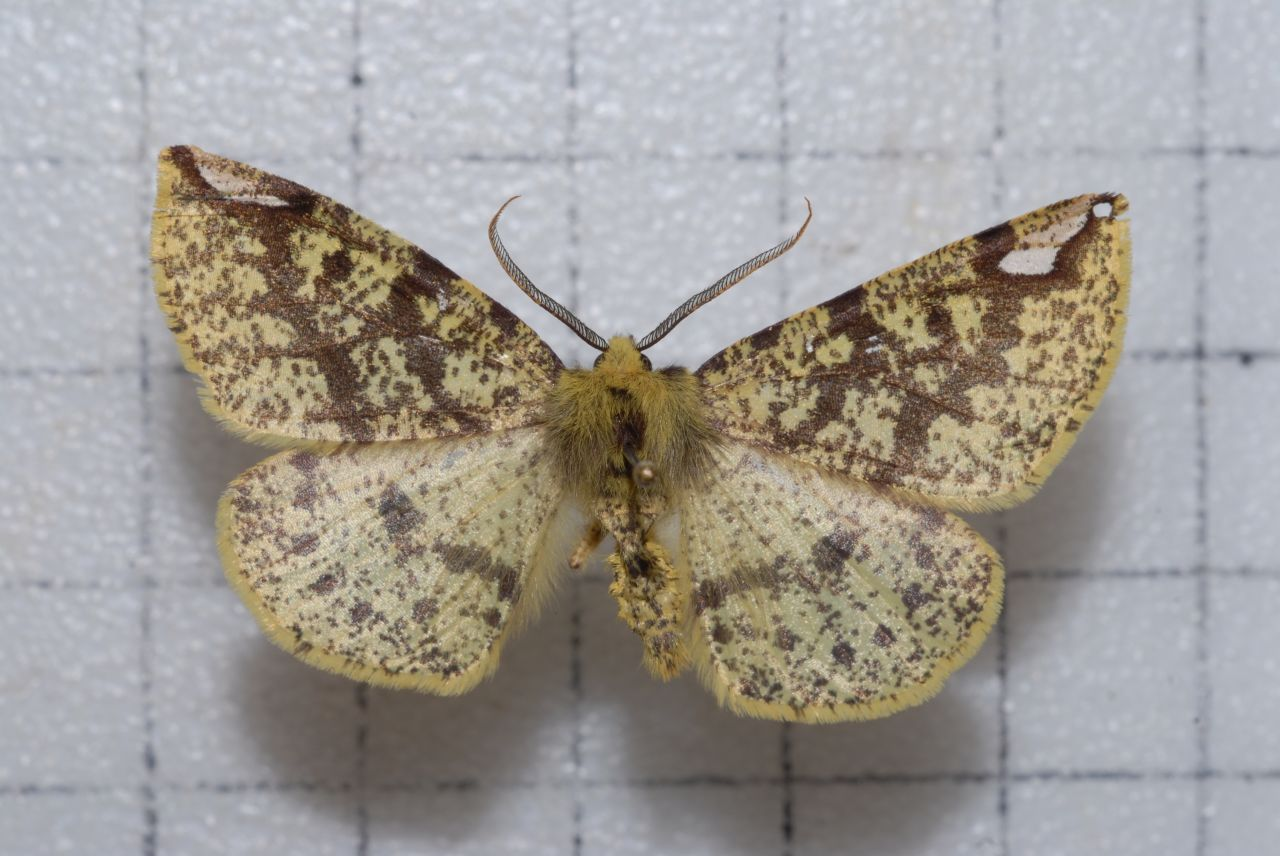
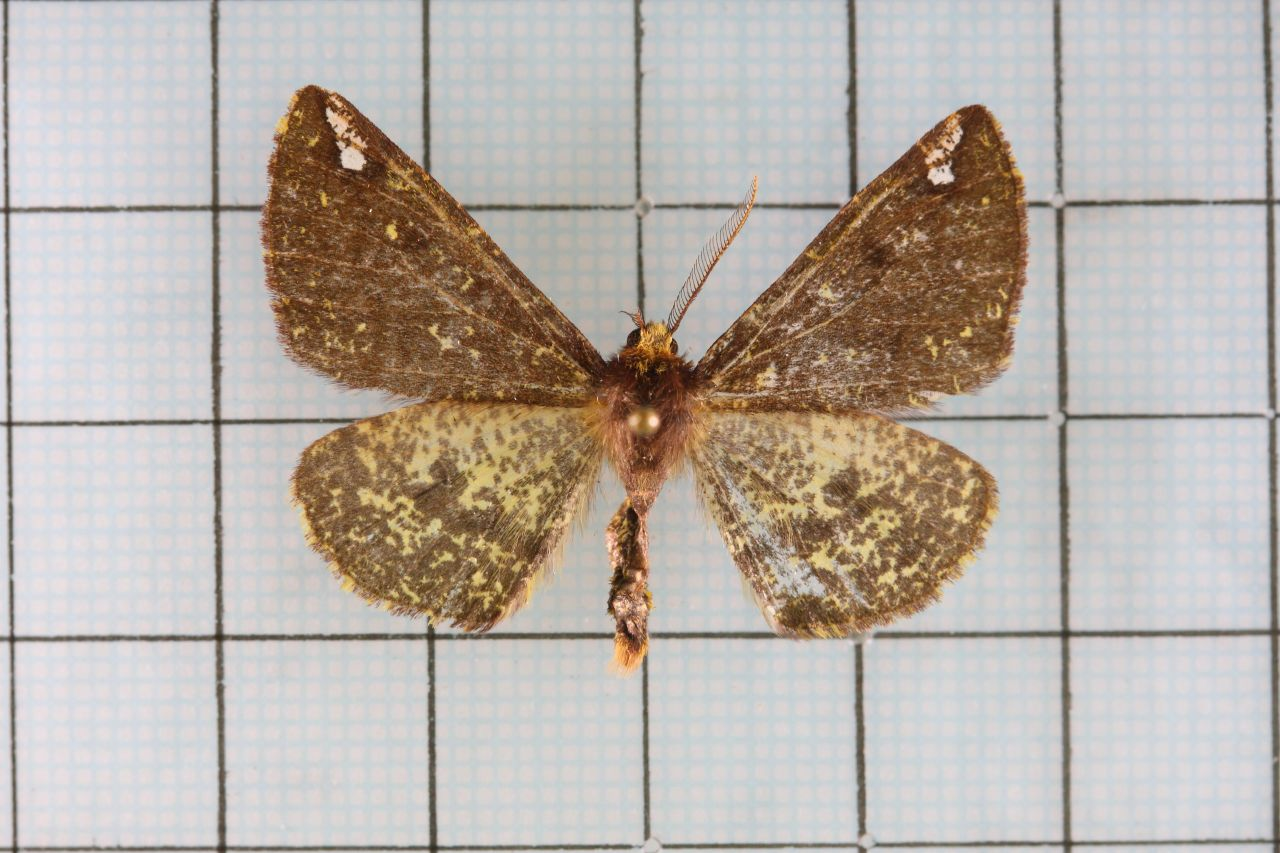